# The Exorcism of God
The Exorcism of God (no Brasil, Exorcismo Sagrado; em Portugal, O Exorcismo de Deus) é um filme de terror sobrenatural de 2021, dirigido e co-escrito por Alejandro Hidalgo e estrelado por Will Beinbrink, María Gabriela de Faría e Joseph Marcell.

## Trama
Peter Williams, um padre americano que trabalha no México, é possuído durante um exorcismo e acaba cometendo um ato terrível. Dezoito anos depois, as consequências do seu pecado voltam para assombrá-lo, desencadeando a maior batalha interior.

## Elenco
- Will Beinbrink como Padre Peter Williams
- María Gabriela de Faría como Esperanza
- Joseph Marcell como Padre Michael Lewis
- Irán Castillo como Magali
- Hector Kotsifakis como Dr. Nelson
- Alfredo Herrera como Jesus Possuído
- Nuria Gil como Repórter

## Estreia
Exorcismo Sagrado estreou no Fantastic Fest em 27 de setembro de 2021. Nesse mesmo dia, a Saban Films fechou um acordo para distribuir o filme nos Estados Unidos, Austrália, Nova Zelândia, Reino Unido, Irlanda e África do Sul. A Saban Films lançou o filme simultaneamente nos cinemas, sob demanda e digital em 11 de março de 2022.

### Crítica
No Rotten Tomatoes, o filme tem um índice de aprovação de 57% com base em 14 avaliações, com nota média de 5,10/10. No Metacritic, o filme tem uma pontuação média ponderada de 41 em 100, com base em 5 críticos, indicando "críticas mistas ou médias".
Meagan Navarro, do Bloody Disgusting, elogiou alguns dos sustos criativos, mas sentiu que o filme se baseia nos tropos do gênero e que o personagem principal era plano e sem crescimento. Tracy Palmer, da Signal Horizon, ficou "assustada, enojada e rindo" após a exibição. Ela elogiou os sustos do filme, a violência alegre e o design e imagens perturbadoras dos demônios do filme, bem como o enredo "pensado e em ritmo acelerado" do filme, concluindo que o filme é um "filme divertido cheio de imagens duradouras" e que "as cenas com violência gráfica são exageradas o suficiente para torná-lo palatável."
Justine Smith, do RogerEbert.com, premiou o filme com duas estrelas e meia em quatro, também observando os clichês "estéticos e narrativos" do gênero, mas elogiou o enredo e os personagens do filme como "pensados e progredindo logicamente" e o filme originalidade suficiente para distingui-lo de filmes semelhantes. Phil Hoad, do The Guardian, concedeu ao filme três estrelas de cinco, afirmando que o filme é "bombástico, mas ocasionalmente surpreendente". Ele também notou que o filme recorreu a tropos cansados e mecânicas de terror "estúpidas" e concluiu chamando o filme de "grande, espalhafatoso e exagerado retábulo de um filme de terror".